# Taxicho
Taxicho är en ort i Mexiko.   Den ligger i kommunen San Martín Chalchicuautla och delstaten San Luis Potosí, i den sydöstra delen av landet, 210 km norr om huvudstaden Mexico City. Taxicho ligger 270 meter över havet och antalet invånare är 307.
Terrängen runt Taxicho är platt åt sydost, men åt nordväst är den kuperad. Taxicho ligger uppe på en höjd. Runt Taxicho är det ganska tätbefolkat, med 248 invånare per kvadratkilometer. Närmaste större samhälle är Tamazunchale, 19,5 km väster om Taxicho. Omgivningarna runt Taxicho är en mosaik av jordbruksmark och naturlig växtlighet.